# Canly
Canly és un municipi francès, situat al departament de l'Oise i a la regió dels Alts de França. L'any 2007 tenia 766 habitants.

## Demografia

### Població
El 2007 la població de fet de Canly era de 766 persones. Hi havia 300 famílies de les quals 64 eren unipersonals (48 homes vivint sols i 16 dones vivint soles), 108 parelles sense fills, 116 parelles amb fills i 12 famílies monoparentals amb fills.
La població ha evolucionat segons el següent gràfic:
Habitants censats

### Habitatges
El 2007 hi havia 322 habitatges, 306 eren l'habitatge principal de la família, 8 eren segones residències i 8 estaven desocupats. 305 eren cases i 16 eren apartaments. Dels 306 habitatges principals, 245 estaven ocupats pels seus propietaris, 54 estaven llogats i ocupats pels llogaters i 7 estaven cedits a títol gratuït; 9 tenien una cambra, 30 en tenien dues, 53 en tenien tres, 84 en tenien quatre i 130 en tenien cinc o més. 273 habitatges disposaven pel capbaix d'una plaça de pàrquing. A 119 habitatges hi havia un automòbil i a 166 n'hi havia dos o més.

### Piràmide de població
La piràmide de població per edats i sexe el 2009 era:
| Homes | Edats   | Dones |
| ----- | ------- | ----- |
| 0     | 95 o +  | 0     |
| 0     | 90 a 94 | 4     |
| 0     | 85 a 89 | 0     |
| 0     | 80 a 84 | 0     |
| 20    | 75 a 79 | 16    |
| 24    | 70 a 74 | 16    |
| 20    | 65 a 69 | 8     |
| 8     | 60 a 64 | 24    |
| 16    | 55 a 59 | 16    |
| 44    | 50 a 54 | 16    |
| 32    | 45 a 49 | 24    |
| 12    | 40 a 44 | 32    |
| 24    | 35 a 39 | 20    |
| 28    | 30 a 34 | 20    |
| 36    | 25 a 29 | 20    |
| 16    | 20 a 24 | 24    |
| 12    | 15 a 19 | 28    |
| 8     | 10 a 14 | 28    |
| 36    | 5 a 9   | 24    |
| 4     | 0 a 4   | 8     |

## Economia
El 2007 la població en edat de treballar era de 516 persones, 385 eren actives i 131 eren inactives. De les 385 persones actives 368 estaven ocupades (207 homes i 161 dones) i 17 estaven aturades (9 homes i 8 dones). De les 131 persones inactives 40 estaven jubilades, 43 estaven estudiant i 48 estaven classificades com a «altres inactius».

### Ingressos
El 2009 a Canly hi havia 299 unitats fiscals que integraven 791,5 persones, la mediana anual d'ingressos fiscals per persona era de 20.680 €.

### Activitats econòmiques
Dels 34 establiments que hi havia el 2007, 1 era d'una empresa alimentària, 1 d'una empresa de fabricació d'elements pel transport, 4 d'empreses de fabricació d'altres productes industrials, 3 d'empreses de construcció, 7 d'empreses de comerç i reparació d'automòbils, 3 d'empreses de transport, 1 d'una empresa d'hostatgeria i restauració, 1 d'una empresa d'informació i comunicació, 1 d'una empresa financera, 11 d'empreses de serveis i 1 d'una empresa classificada com a «altres activitats de serveis».
Dels 7 establiments de servei als particulars que hi havia el 2009, 1 era una oficina de correu, 2 tallers de reparació d'automòbils i de material agrícola, 1 fusteria, 1 lampisteria, 1 perruqueria i 1 restaurant.
L'únic establiment comercial que hi havia el 2009 era una fleca.
L'any 2000 a Canly hi havia 8 explotacions agrícoles que ocupaven un total de 588 hectàrees.

## Equipaments sanitaris i escolars
El 2009 hi havia una escola elemental.

## Poblacions més properes
El següent diagrama mostra les poblacions més properes.